# 自閉症スペクトラム指数
自閉症スペクトラム指数（英: Autism-spectrum quotient、AQ）は、2001年にイギリスの発達心理学者のサイモン・バロン＝コーエンらがケンブリッジ大学の自閉症研究センターで発表した自記式、質問紙法の検査である。50の質問からなり、平均的な知能（質問票ではIQ80以上と定義）を持つ成人が自閉症スペクトラム障害の症状を示すかを検査することを目的とする。子供および青年向けのAQも発表されている。
この検査は、2001年12月に「ギーク症候群」（後述）と題されたWIRED誌の記事により広がり、自閉症スペクトラム障害の診断に用いられる。PhenX Toolkitでは、年齢に応じたAQを成人および青年の自閉症スペクトラム障害の症状スクリーニングプロトコルとして使用している。
自閉症スペクトラム指数日本語版 (AQ-J) については2004年に千葉大学の若林らにより作成された。

## 形式
この検査は50問からなり、各問いに「強く同意」「少し同意」「少し不同意」「強く不同意」の選択肢がある。質問の半数は定型発達者が「同意」するように、もう半数は「不同意」するように構成されており、回答者が「自閉症スペクトラムの傾向を示す」回答をした場合に1点が加算される。
問題の内容は、自閉症スペクトラムに関連する5つの領域（社会的スキル、コミュニケーションスキル、想像力、細部への注意、注意の切り替え/変化への耐性）にわたる。因子分析では、一部の研究で2 - 4因子が検出され、5因子の構成が一致しないことがある。

## 診断ツールとしての使用
初期試験では、平均点は対照群で16.4点、男性が約17点、女性が約15点で男性はわずかに高かった。自閉症スペクトラム障害と診断された成人の80%が32点以上を記録したのに対し、対照群では2%のみが32点以上だった。
作成者であるサイモン・バロン＝コーエンは、32点以上が「臨床的に有意な自閉症特性」を示すとした。自閉症スペクトラム指数日本語版 (AQ-J) を作成した若林らの論文ではカットオフ値を33点としている。
別の研究では、スコアが26点未満であればアスペルガー症候群の診断がほぼ排除できると報告されている。
このテストは、定型発達者の軽度の自閉症特性評価にもよく用いられる。

## 数学者、科学者、エンジニア
多くの自閉症スペクトラム障害の学生の知能は、平均知能より少し低めを示すが、一部には数学に才能がある者もいる。自閉症スペクトラム障害は成人においても大きな業績を阻むことはない。
この質問紙票を用い、ケンブリッジ大学の学生とイギリス数学オリンピックの16人の優勝者に対し、数学および科学の才能と自閉症スペクトラム特性の関連を調査した。数学、物理学、工学の学生は高得点を示し、数学者の平均スコアは21.8点、コンピュータ科学者は21.4点であった。イギリス数学オリンピック優勝者の平均スコアは24点であった。

### ギーク症候群
ギーク（geek）は特定の分野や趣味に対して非常に強い関心や知識を持つ人を指し、特にIT、コンピュータサイエンス、ゲーム、アニメなどの分野で深い知識や技術を持つ人を指す。アメリカのWIRED誌2001年12月版に載った「The Geek Syndrome」という記事でギークやオタクの間で、自閉症スペクトラム障害（ASD）やアスペルガー症候群に似た特性が見られることを指摘し、「ギーク症候群」と呼び、自閉症スペクトラム指数（AQ）を取り上げた。記事としてつけられた用語であり、医学用語ではない。